# 穹頂之下 (小說)
《穹頂之下》（英語：Under the Dome）是史蒂芬·金於2009年所著的科幻小說，屬於一本重量級的小說，英文版的厚度在史蒂芬·金作品中排第三，而第一、二名分別是《末日逼近》及《牠》。

## 創作源頭
史蒂芬·金於70年代，已經開始嘗試創作《穹頂之下》，只是當年他只寫了七十多頁的原稿就放棄。直到1982年，他在製作電影期間，再次執筆創作相關的故事，並命名為《食人族》，不過完成了四百五十多頁的原稿後再次宣佈放棄。最終於2009年才正式完成這本重量級的作品。但一推出即被指抄襲辛普森家族其中一集的劇情，金只好將曾經創作的原稿放在官方網站讓人下載以作澄清。

## 故事簡介
已經退伍的巴比過著流浪一般的生活，秋天時去到卻斯特磨坊鎮打散工，卻與次席行政委員的兒子結下仇怨，巴比正打算離開，小鎮卻被神秘的穹頂包圍，任何人都無法出入。次席行政委員老詹藉這次機會獨裁統治小鎮，美國總統卻委任巴比為小鎮的臨時領袖。老詹原本在小鎮建立了冰毒工廠，不希望在這次神秘事件中被人揭發，因此與巴比爭奪權力，並嫁禍他殺人。巴比被關在牢房期間，他的伙伴醫師生鏽克及記者茱莉亞等積極尋找穹頂的原因，結果在山頂發現了一個神秘的黑盒。美國軍方逼使老詹交還權力，老詹卻繼續弄權，連冰毒工廠都希望嫁禍巴比，最終卻造成工廠大爆炸，有毒的氣體在穹頂內停滯不散。巴比等人從黑盒中看到外星生物是穹頂的原兇，於是他們祈求外星生物放過他們。穹頂最終解除，但整個小鎮只剩下數名倖存者。

## 改編作品
- 《穹頂之下》被改編成同名影集，於2013年6月24日起在哥倫比亞廣播公司播出.[1][2]，由邁克·沃格爾演男主角巴比。